# Hildah Magaia
Hildah Tholakele Magaia (født 16. december 1994) er en sydafrikansk fodboldspiller, der spiller som angriber for den sydkoreanske WK League-klub Sejong Sportstoto WFC og det sydafrikanske kvindelandshold.